# Marco Coledan
Marco Coledan (nascido em 22 de agosto de 1988, em Motta di Livenza) é um ciclista italiano. Atualmente, compete para a equipe Trek Factory Racing.